# BRM P160
O P160/B/C/D/E é o modelo da BRM das temporadas de 1972, 1973 e 1974 da F1. 
Foi guiado por Jean-Pierre Beltoise, Peter Gethin, Niki Lauda, François Migault, Henri Pescarolo e Clay Regazzoni.